# 臼田亞浪

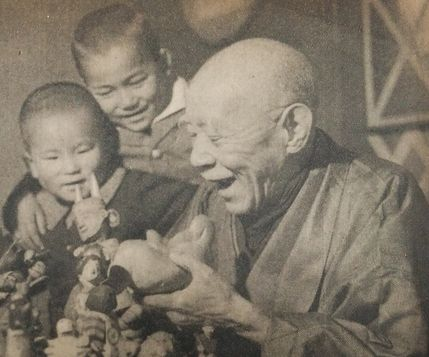
1948年

臼田 亞浪（うすだ あろう、1879年（明治12年）2月1日 - 1951年（昭和26年）11月11日）は、日本の俳人。本名は臼田卯一郎（ういちろう）。

## 経歴
長野県北佐久郡小諸町（現・小諸市）に生まれる。小諸義塾に学び、1904年和仏法律学校（現法政大学）卒業。在学中に短歌を与謝野鉄幹に、俳句を高浜虚子に学ぶ。電報通信社記者、横浜貿易新聞編集長を経てやまと新聞に入社。
大正4年（1915年）大須賀乙字とともに俳誌『石楠』を創刊して、俳壇に登場し、信濃毎日新聞等で撰者を務めた。恩師高浜虚子の『ホトトギス』、河東碧梧桐の新傾向俳句を批判し、俳壇革正を目指した。松尾芭蕉、上島鬼貫を慕い、自然の中にこそ真の俳句があると唱え自然感のある民族詩としての句作を目指した。翌大正5年（1916年）やまと新聞を退社し、以後は句作に専念することとなった。
大正7年（1918年）『石楠』創刊の同志であった乙字と内紛により決別。私生活では子供の居なかった亞浪であるが、大正8年（1919年）妹の死を期に6歳の娘を引き取り養子とした。
昭和20年（1945年）3月10日、東京大空襲により印刷所が罹災し『石楠』休刊となる。この時家族と共に西多摩に疎開した。
昭和21年（1946年）印刷所を長野市に移し『石楠』復刊。この年8月、夫人が死去。
昭和26年（1951年）脳溢血に倒れ死去。享年73。墓所は自宅近くの東京都中野区宝仙寺。法号は石楠院唯真亞浪居士。
『石楠』からは大野林火、篠原梵、栗生純夫、田中弥助など多くの門人が育った。

## 作品集

### 句集
- 『亞浪句鈔』石楠社（1925年）
- 『旅人』交蘭社（1937年）
- 『俳句文学全集 第5 (臼田亜浪篇)』第一書房 1938
- 『白道』北信書房（1946年）
- 『定本亞浪句集』石楠社（1949年）
- 『臼田亜浪全句集』臼田亜浪全句集刊行会 1977

### 著書
- 『最近学校評論』臼田亜浪 (卯一郎) 秋霜館 1906
- 『正伝真田三代記』石楠書屋 1913
- 『内容としての自然感』石楠社 石楠パンフレツト 1923
- 『俳句を求むる心』石楠社 石楠パンフレツト 1923
- 『芭蕉を中心として』石楠社 石楠パンフレツト 1923
- 『形式としての一章論』石楠社 石楠パンフレツト 1927
- 『評釈一茶の名句 最新俳句評釈叢書』資文堂 1928
- 『俳句の成るまで』育英書院 1941
- 『純粋俳句の鑑賞』新土社 1942
- 『道としての俳句』育英書院（1942年）
- 『俳句の旅をゆく』北信書房 1946
- 『現代俳句の作り方』水交出版社 1949

### 共著編
- 『一茶俳句兄弟二色評』編 弘文堂 1911
- 『炬火 石楠第一句集』編 東雲堂書店 1917
- 『正岡子規』編 俳句世界社 現代俳句評釈叢書 1917
- 『黎明 句集』撰輯 石楠社 1929
- 『山光 句集』編 石楠社 1935
- 『俳句の第一門』福島小蕾共著 交蘭社 1938
- 『俳句読本』青柳菁々共著 錦城出版社 錦城新書 1942
- 『勤労俳句の鑑賞』共著 目黒書房 1946